# City of Mexico
City of Mexico è un cortometraggio muto del 1913. Né il nome del regista né quello dell'operatore vengono riportati nei credit.

## Trama
A Città del Messico, si vedono i peones, gli adobe (case tradizionali), il mercato dei fiori a Plaza Mayor, Viga Canal e lo storico LaNoche Triste (dove Cortez pianse per la sconfitta subita dagli Aztechi). La capitale messicana viene mostrata anche andando in giro in automobile: si passa dalla cattedrale dove, dal campanile, si ha una vista a volo d'uccello sulla città, al Palazzo Nazionale. Finalmente si giunge al Paseo Avenue dove si trova il monumento a Guatemozin, l'ultimo imperatore azteco.

## Produzione
Il documentario fu prodotto dalla Essanay Film Manufacturing Company. Venne girato a Città del Messico.

## Distribuzione
Distribuito dalla General Film Company, il film - un cortometraggio di una bobina - uscì nelle sale cinematografiche USA il 24 aprile 1913.